# Banque Édouard Constant
Pour les articles homonymes, voir Constant.
La Banque Édouard Constant (en abrégé BEC) était une banque privée suisse qui a fusionné avec EFG en 2004.

## Historique
Le nom de la banque vient d'Édouard Constant Sandoz qui fonda en 1886 le groupe pharmaceutique auquel il a donné son nom,.
La Banque Édouard Constant a succédé en 1997 à l’ancienne Banque Scandinave en Suisse, elle est propriété à 100 % de la Fondation Sandoz. En 1999, la banque Édouard Constant devient l'entité bancaire de référence de son propriétaire la Fondation Sandoz, alors l'une des dix plus grandes fondations au monde. La BEC a fusionné avec la EFG Private Bank basée à Zurich  en mars 2004.

## Activités
La Banque Édouard Constant était une banque suisse de gestion de patrimoine spécialisée dans la gestion de fortune pour clientèle privée et institutionnelle. Présente dans les universités de Lausanne et Genève, elle apportait son soutien à diverses associations et programmes universitaires (junior entreprises, association des gradués HEC). Via la Fondation Sandoz, la BEC mettait ses locaux à disposition d’artistes renommés (Édouard-Marcel Sandoz fut le premier, suivi de Bernard Buffet et de Raoul Allaman).